# Janet Bostwick
Bà Janet Gwennett Bostwick DBE (sinh ngày 30 tháng 10 năm 1939) là một luật sư và chính trị gia người Bahamas. Bà tham gia chính trị vào năm 1977 với tư cách nghị sĩ Thượng viện. Bà là người phụ nữ đầu tiên giữ vai trò Thủ tướng, nữ Tổng chưởng lý đầu tiên và là thành viên nữ đầu tiên của Quốc hội ở Bahamas.

## Tiểu sử
Janet Gwennett Musgrove được sinh ra ở Nassau năm 1939.  Năm 1957, bà bắt đầu làm việc như một người viết tốc ký trong Bộ Pháp lý của Bahamas và đến năm 1961 đã trở thành thư ký riêng của Tổng chưởng lý. Năm 1961, bà kết hôn với John Henry Bostwick và sau đó họ có bốn đứa con. Trong khoảng thời gian từ năm 1967 đến 1971, bà là quản trị viên của Bộ phận Pháp lý và theo học trường luật, trở thành thành viên của Hiệp hội Luật sư Bahamas năm 1971. Đến năm 1974, bà làm Công tố Hoàng gia kiêm Luật sư Hoàng gia (đại diện cho lợi Anh quốc tại các phiên tòa), rồi rời khỏi dịch vụ chính phủ vào năm 1975 để hành nghề luật sư tư. Giữa năm 1980 và 1981, bà làm chủ tịch của hiệp hội luật sư.
Năm 1977 Bostwick được bổ nhiệm làm Thượng nghị sĩ  và năm 1982, bà là ứng cử viên của Phong trào Quốc gia Tự do (FNM) chiến thắng cuộc đua của mình và trở thành người phụ nữ đầu tiên phục vụ tại Hạ viện. Trong hai mươi năm tiếp theo, bà làm nghị viên cho Yamacraw, tài trợ cho các đạo luật như Đạo luật Tố tụng Hôn nhân (1978); Đạo luật tố tụng liên kết (1981); Luật quán bar (1981); Đạo luật Nhân viên Nữ (Trợ cấp Nghỉ thai sản) (1988); và Đạo luật về tội phạm tình dục và bạo lực gia đình (1991). Bà được bổ nhiệm làm Bộ trưởng Bộ Nhà ở và Lao động từ năm 1992 đến năm 1994 và phục vụ từ năm 1994 đến năm 1995 với tư cách là Bộ trưởng Bộ Tư pháp và Di trú. Từ năm 1995 đến 2001, bà giữ chức Tổng chưởng lý  và đồng thời là Bộ trưởng Bộ Ngoại giao (1995) và Bộ trưởng Bộ Phụ nữ (1995-2001).  Việc bổ nhiệm làm Tổng chưởng lý là lần đầu tiên một phụ nữ phục vụ trong vị trí đó.  Năm 1998, khi thủ tướng và phó của ông đều vắng mặt ở nước này, Bostwick trở thành người phụ nữ đầu tiên làm Thủ tướng. Trong cuộc bầu cử năm 2002, Bostwick đã mất ghế cho Melanie Griffin. Năm 2011, Bostwick trở thành Phó Toàn quyền.
Bostwick từng là chủ tịch của Hiệp hội Phụ nữ Phong trào Quốc gia Tự do, chủ tịch của Phụ nữ Dân chủ Quốc tế Caribbea. Năm 2012, bà được vinh danh là ứng cử viên của Nassau của Giải thưởng Người phụ nữ can đảm quốc tế.
Cô kết hôn với Henry Bostwick, người từ năm 1992  đến năm 2002 giữ chức Chủ tịch Thượng viện.